# Mortal Kombat: Aniquilación
Mortal Kombat Annihilation es una película estadounidense de artes marciales y fantasía de 1997 dirigida por John R. Leonetti en su debut como director. Basada en la franquicia de videojuegos Mortal Kombat, es la segunda entrega de la serie de películas Mortal Kombat y una secuela de la película original de 1995, en la que Leonetti trabajó como director de fotografía. Adaptada en gran parte del videojuego de 1995 Mortal Kombat 3, Annihilation sigue a Liu Kang y sus aliados en su intento por impedir que el malvado Shao Kahn conquiste Earthrealm. Está protagonizada por Robin Shou como Liu Kang, Talisa Soto como Kitana, James Remar como Raiden, Sandra Hess como Sonya Blade, Lynn «Red» Williams como Jax y Brian Thompson como Shao Kahn. Solo Shou y Soto repitieron sus papeles, mientras que los demás personajes de la película anterior fueron reinterpretados por otros actores.
Mortal Kombat Annihilation se estrenó en cines el 21 de noviembre de 1997 de la mano de New Line Cinema. Recibió críticas negativas y recaudó 51,3 millones de dólares. En consecuencia, se canceló una secuela directa y una tercera película languideció en development hell durante casi dos décadas, hasta que la serie fue reiniciada en 2021.

## Sinopsis
Un grupo de esforzados paladines ha derrotado a los guerreros del mal procedentes del mundo exterior, en el torneo a vida o muerte llamado Mortal Kombat, salvando a la Tierra de la destrucción durante una generación más. Pero cuando los vencedores están todavía regocijándose por su triunfadora victoria, las puertas que llevan al mundo exterior se hacen pedazos y una figura gigantesca, con el rostro de la muerte, declara que la batalla no ha hecho más que empezar. Shao Kahn, el temible emperador del mundo exterior, no sólo ha roto las sagradas reglas del Mortal Kombat, sino que esta vez viene en persona, al frente de sus escuadrones de exterminio, a conquistar y eliminar cualquier cosa que se interponga en su camino. Ni siquiera los omnipresentes dioses mayores pueden detenerlo, y los Guerreros dependen más que nunca de su propio valor e iniciativa para frenar el terrible y destructor sacrificio, luchando contra unos enemigos más poderosos que ninguno de los que se han encontrado jamás.

## Argumento
La película comienza como acabó la anterior: Shao Kahn, al no poder conquistar la Tierra en el torneo a través de Shang Tsung y Goro, este decide invadirla en compañía de Sheeva, Sindel (Quien es la madre de Kitana, resucitada por Kahn), Rain, Ermac y Motaro, saltándose las normas de los dioses ancianos. Al comenzar la invasión, Shao Kahn mata a Johnny Cage y anuncia a Raiden que la fusión del Outworld con la Tierra se habrá completado en seis días. Tras escapar de los ninjas de Kahn, a los guerreros de la Tierra se les asigna una misión: Sonya debe encontrar a Jax, su compañero de las fuerzas especiales americanas; Liu Kang y Kitana van en búsqueda de Nightwolf, quien preparará a Liu Kang para el enfrentamiento con Kahn; mientras tanto, Raiden va al templo de los dioses ancianos para pedir explicaciones por su pasividad ante la invasión de Shao Kahn. 
Sonya encuentra a su compañero Jax donde éste se recupera después de haber pedido que refuercen sus brazos con implantes bionicos y juntos se enfrentan a Cyrax, batalla en la que derrotan al cyberninja, tras morir, un tatuaje con forma de dragón cobra vida y se desintegra tras abandonar su piel. Por otra parte, el hermano menor de Sub-Zero (Quien también toma el mismo nombre) se presenta frente a Liu Kang y Kitana poniéndose a su servicio como una forma de limpiar la deshonra de su hermano, allí los ayuda a vencer a Smoke, el cual ha sido reprogramado por Kahn para destruirlos. Tras vencer a Smoke, aparece Scorpion y mantiene una pelea contra Sub-Zero, en un descuido Scorpion se lleva a Kitana a través de un portal dimensional, tras lo cual es entregada a su padrastro, Shao Kahn. Los guerreros de la Tierra creen que Kahn ha podido entrar a la Tierra por medio de la resurrección de Sindel, y por lo tanto razonan que si esta es liberada del control del emperador, podrán salvar el mundo. Mientras tanto, en el Outworld, Rain es ejecutado por Shao Kahn, quien lo arroja a un pozo en llamas, tras esto nombra a Sindel como general del escuadrón de exterminio.
Es entonces cuando Liu Kang va en busca de Nightwolf para que le ayude en su entrenamiento. Al llegar a la meseta de Hopi encuentra al chamán convertido en un lobo, cosa que pretende enseñar a Liu Kang mostrándole como aflorar y dominar su forma animal (Animality). En medio del entrenamiento Liu Kang logra manifestar indicios de haber alcanzado a la bestia transformando sus ojos y parte de su piel a un aspecto más reptiliano por un fugaz instante, aun así Nightwolf señala que está lejos de obtener la habilidad de manifestarlo satisfactoriamente. Liu Kang debe superar tres pruebas. La primera es una prueba de su autoestima, coraje y concentración. El segundo viene en forma de tentación, que se manifiesta en la forma de Jade, una guerrera misteriosa que intenta seducir a Liu Kang  y le ofrece su ayuda después de que él se resiste a sus avances. Liu Kang acepta la oferta de Jade y la lleva con él al templo de los Dioses Mayores, donde él y sus amigos se encontrarán con Raiden. La tercera prueba nunca se revela.
Al mismo tiempo se muestra como continuamente Shao Kahn dialoga y recibe órdenes de una misteriosa figura vestida con una túnica negra, quien señala como debe actuar e insiste en que debe ser un gobernante cruel e inmisericorde para que su poder sea indiscutible.
Mientras tanto, Sonya se enfrenta a Mileena, a la cual confunde en un principio con Kitana; tras vencerla, Jax y Sonya siguen su camino hacia el panteón de los dioses ancianos. Liu Kang consigue liberar a Kitana en la fortaleza de Kahn, venciendo en una lucha mortal con Baraka, posteriormente aparece Sheeva a quien derrota instantáneamente.
Finalmente, Raiden consigue acceder a que los dioses ancianos le respondan acerca de la invasión. Estos se muestran vagos y escuetos dando solo una profecía que señala que el amor salvará a Sindel. Pero tras ver la poca ayuda que le ofrecen, Raiden pierde su inmortalidad al hacerse humano para poder luchar junto a Liu Kang y compañía. Compartiendo la información que han reunido descubren que todos sus oponentes poseían el tatuaje del dragón, lo cual Raiden señala como un sello mágico temporal que permite al poseedor moverse entre mundos, pero que solo puede ser otorgado por la familia real o una deidad, esto más la profecía de los dioses los hace comprender que si reúnen a Sindel con su hija el amor de esta la liberará del control de Shao Kahn y este ya no podrá hacer que sus guerreros viajen a la Tierra. En el camino Reptile aparece nuevamente y mantiene una lucha contra Raiden quien derrota a la criatura tras una corta batalla. Sin embargo, Sindel permanece bajo el control de Shao Kahn y escapa durante una emboscada, mientras que Jade se revela a sí misma como una agente doble enviada por Shao Kahn para interrumpir los planes de los héroes antes de alimentar a Jade con una gárgola por su fracaso.
Encarado por sus camaradas, que desean saber más respecto a lo que está sucediendo, Raiden revela que hace miles de años atrás uno de los dioses ancianos engendró dos hijos y cuando estos crecieron dictaminó que solo el más fuerte podría ser su digno heredero, por lo que ordenó que combatieran a muerte. El más noble de ellos venció, pero a causa de su bondad fue incapaz de asesinar a su propio hermano, lo que a ojos de su padre lo señalaba como el más débil de los dos, es así como este dios terminó convertido en Raiden, el protector de la Tierra, a quien la ley divina le permitía viajar fuera de la Tierra a cambio de perder sus poderes y su hermano se convirtió en Shao Kahn el Emperador del Outworld, quien no pierde su poder en otros reinos, pero tiene prohibido abandonar el suyo propio.
Cuando finalmente llevan a Kitana con su madre, esta resulta indiferente a su hija revelando que todo, incluso la profecía de los ancianos, era parte de una trampa para llevarlos allí y acabar con todos. Raiden comprende demasiado tarde que la figura de túnica negra no es otro más que Shinnok, su padre, el dios de la oscuridad y uno de los tres ancianos, quien desea que su hijo Shao Khan gobierne todo lo existente, por lo que ha roto las reglas a espaldas de los otros dos ancianos para favorecerlo. Como Raiden desaprueba sus actos y además ha renunciado a su divinidad para ser un mortal más que protege esta tierra Shinnok lo tacha nuevamente como un ser débil y lo asesina frente a los guerreros humanos.
Liu Kang furioso desafía a Shao Kahn a una pelea, la cual su oponente acepta como una diversión ya que cree segura su victoria gracias a su divinidad y poderes. Mientras tanto Jax enfrenta a Motaro quien le saca mucha ventaja y humilla destruyendo sus implantes, Jax comprende que ha dependido mucho de la tecnología y ha subestimado sus habilidades por lo que arremete solo con sus puños y deja fuera de combate al monstruo. Kitana se enfrenta a Sindel y esta aprovecha los sentimientos de su hija para atacarla psicológicamente, pero aun la princesa se muestra segura y decide humillarla pateándola con sus tacones. La princesa sufre graves daños en todo el cuerpo, sobre todo en su pecho y en su rostro. Débil, herida y humillada, Kitana cae y queda inconsciente. Sindel la mira y se ríe. Alza su pie para enterrar sus tacones en sus pechos y acabar con ella sangrientamente. Increíblemente Kitana despierta y se protege del ataque. Se levanta y la derrota sin dudar. Sonya enfrenta a Ermac y a Noob Saibot y logra derrotarlos tras una dura pelea.
Mientras tanto Liu Kang parece no tener oportunidad enfrentando a un inmortal, pero en el último momento logra liberar a la bestia interior transformándose en un dragón, Shao Kahn libera de igual manera su bestia interior transformándose en un monstruo de tres cabezas; ambos continúan combatiendo de esta forma hasta que caen desde la cima del templo donde se encontraban y regresan a su forma real. En su forma humana Liu Kang señala a su oponente que está herido y ya no es un inmortal. Shinnok le explica a su hijo que esto es consecuencia de haber roto las reglas al entrar sin permiso en la Tierra, aterrado ante la idea de morir, Shao Kahn suplica a su padre que lo salve por lo que este se dispone a asesinar a todos los humanos de un golpe. Pero en ese instante aparecen los dos dioses ancianos del fuego y el agua, quienes gracias a Raiden han descubierto la traición del tercero a quien someten y destruyen.
Ambos dioses dictaminan que el conflicto entre la Tierra y el Outworld debe zanjarse de forma definitiva y para ello exigen a los campeones de ambos reinos un Mortal Kombat. Sin hacerse esperar Liu Kang y Shao Kahn se enzarzan en una feroz batalla, pero sin sus poderes el emperador es inferior al humano y pronto es derrotado. Los dioses antiguos separan la Tierra del Outworld y cierran los portales, la madre de Kitana es libre del control y vuelve a ser un ser noble que se reencuentra con su hija y los invasores son retirados al lugar que pertenecen.
Finalmente los dioses reviven a Raiden, sin embargo no puede regresar a ser el dios de la Tierra ya que le otorgan el sitio de Shinnok como un dios superior, por lo que tras despedirse de todos se marcha.

## Actores
| Personaje                  | Actor Original (EE. UU.) | Actor de voz (España) | Actor de voz (Hispanoamérica) | Actor de voz (Hispanoamérica - Redoblaje) |
| -------------------------- | ------------------------ | --------------------- | ----------------------------- | ----------------------------------------- |
| Liu Kang                   | Robin Shou               | Sergio Zamora         | Alfonso Ramírez               | Alejandro Outeyral                        |
| Kitana                     | Talisa Soto              | Rosa María Hernández  | Rebeca Patiño                 | Mariela Álvarez                           |
| Raiden                     | James Remar              | Salvador Vidal        | Octavio Rojas                 | Dany de Álzaga                            |
| Sonya                      | Sandra Hess              | Núria Mediavilla      | Isabel Martiñon               | Matilde Ávila                             |
| Jax                        | Lynn "Red" Williams      | Luis Grau             | Gerardo Reyero                | Hernán Chiozza                            |
| Shao Kahn                  | Brian Thompson           | Alfonso Vallés        | Gonzalo Curiel                | Ricardo Alanis                            |
| Shinnok                    | Reiner Schoene           | José Antequera        | Jorge Santos                  | Omar Aranda                               |
| Sindel                     | Musetta Vander           | Silvia Castelló       |                               |                                           |
| Jade                       | Irina Pantaeva           | Victoria Pagés        | Marisol Romero                |                                           |
| Motaro                     | Deron McBee              | Jordi Boixaderas      |                               |                                           |
| Sheeva                     | Marjean Holden           | Marta Calvó           | Guadalupe Noel                | Ruby Gattari                              |
| Nightwolf                  | Litefoot                 | Óscar Barberán        |                               |                                           |
| Johnny Cage                | Chris Conrad             | Antonio Lara          |                               |                                           |
| Ermac                      | John Medlen              |                       |                               |                                           |
| Scorpion/Cyrax/Noob Saibot | J.J. Perry               |                       | Miguel Ángel Ghigliazza       | Gustavo Bonfigli                          |
| Rain                       | Tyrone Wiggins           | Francisco Garriga     |                               |                                           |
| Baraka                     | Dennis Keiffer           |                       |                               |                                           |
| Smoke                      | Ridley Tsui              |                       |                               |                                           |
| Sub-Zero                   | Keith Cooke              | Javier Amilibia       | Jorge Santos                  | Ezequiel Romero                           |
| Mileena                    | Dana Hee                 | Julia Gallego         |                               |                                           |

## Diferencias con el videojuego
- Johnny Cage es asesinado directamente por Shao Kahn en la película, cuando en los juegos, mas precisamente en Mortal Kombat Trilogy se revela que al principio de la invasión es asesinado por el Escuadrón de Exterminación de Kahn (Explicando la ausencia de Cage en el tercer juego debido al despido de Daniel Pesina, el actor que lo interpretó en los dos primeros juegos).
- Shinnok aparece como padre de Raiden y Shao Kahn, siendo que en la saga original, ninguno de los tres tiene parentesco entre sí.
  - Como dato curioso, en el juego Mortal Kombat vs. DC Universe, se tomó en cuenta la trama de la película, al ser una entrega no canon.
- En la película Shinnok aparece aun con su estatus de dios antiguo, siendo derrocado por los otros dioses por sus actos, mientras que en los videojuegos, Shinnok había sido desterrado de ser un dios antiguo hace siglos.
- Noob Saibot no es la sombra de Ermac en el videojuego, se caracteriza en ser el hermano mayor de Sub-Zero.
- Jade se muestra como una asesina al servicio de Shao Kahn, como en Mortal Kombat 2, pero en los juegos es la mejor amiga de Kitana, en cambio, en esta película, traiciona a los Guerreros del Earthrealm.
- Al tomar como argumento la invasión del Outworld a Earthrealm la película hace una clara referencia a Mortal Kombat 3, debieron aparecer por lo tanto Kabal y Stryker, y sin embargo, estos dos últimos en la película son mencionados por Rain al comunicarle a Shao Kahn que los asesinó pero no los hizo suplicar por su vida antes.
- En la película, es Smoke quien ataca con misiles, suplantando a Sektor
- Kintaro es el subjefe en Mortal Kombat 2, pero en la película no es mencionado.

## Producción
Mortal Kombat: Aniquilación está basada vagamente en el videojuego de 1995 Mortal Kombat 3, aunque incluye la lista de personajes de Ultimate Mortal Kombat 3. También había elementos de la trama de Mortal Kombat 4, pero estas escenas fueron eliminadas de la versión final para cines. Mientras que la original atraía tanto a los aficionados al cine como a los jugadores, Annihilation estaba dirigida exclusivamente a los fans de los juegos. El productor Lawrence Kasanoff dijo que estaba tratando de hacer la película "aún más espectacular que la primera película, que recaudó unos saludables 73 millones de dólares en los EE.UU. Annihilation es tres veces más ambiciosa que Mortal Kombat. Nuestro tema para la secuela es apuntar a más: más peleas, más efectos especiales, más Outworld, más de todo".

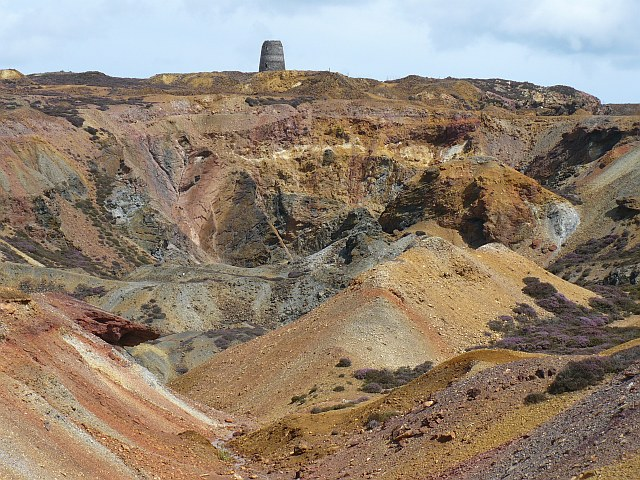
Parys Mountain en 2008

El rodaje comenzó en el primer trimestre de 1996. Parte de la película se filmó en el lugar de rodaje de Parys Mountain en la isla de Anglesey, frente a la costa de Gales (que aparece incorrectamente como parte de Inglaterra en los créditos finales). Otros lugares de rodaje incluyeron Londres, Jordania y Tailandia. Aunque "Annihilation" intentó continuar con el estilo de la primera película, el elenco de personajes que regresaban de la original fue casi completamente renovado; sólo Robin Shou (Liu Kang) y Talisa Soto (Kitana) repitieron sus papeles, mientras que el único otro actor que regresó fue Keith Cooke (Reptile en la primera película) como Sub-Zero. Stephen Painter y Neill Gorton proporcionaron algunos de los accesorios para la película. J. J. Perry reemplazó a Chris Casamassa como Scorpion, ya que Casamassa eligió hacer Batman & Robin en su lugar.
El estreno francés de la película se conoció como Mortal Kombat: Destruction Finale (Destrucción final), mientras que el estreno italiano se tituló Mortal Kombat: Distruzione Totale (Destrucción total). La novelización de la película, escrita por Jerome Preisler, fue publicada por Tor Books.
El actor y artista marcial tailandés Tony Jaa fue el doble de riesgo de Robin Shou en la película.

## Música
Mortal Kombat Annihilation: Original Motion Picture Soundtrack es la banda sonora de la película. El tema de Mortal Kombat fue compuesto por Praga Khan y Oliver Adams. La banda sonora fue lanzada el 28 de octubre de 1997 por TVT Records.

### Lista de canciones
| Mortal Kombat Annihilation: Original Motion Picture Soundtrack |                                                     |                                    |          |  |
| N.º                                                            | Título                                              | Artistas                           | Duración |  |
| 1.                                                             | «Theme from Mortal Kombat (Encounter the Ultimate)» | The Immortals                      | 3:19     |  |
| 2.                                                             | «Fire»                                              | Scooter                            | 3:14     |  |
| 3.                                                             | «Megalomaniac»                                      | KMFDM                              | 4:19     |  |
| 4.                                                             | «Almost Honest (Danny Saber Mix)»                   | Megadeth                           | 4:01     |  |
| 5.                                                             | «Genius»                                            | Pitchshifter                       | 4:07     |  |
| 6.                                                             | «Engel»                                             | Rammstein                          | 4:24     |  |
| 7.                                                             | «Panik Kontrol»                                     | Psykosonik                         | 3:22     |  |
| 8.                                                             | «Conga Fury»                                        | Juno Reactor                       | 5:40     |  |
| 9.                                                             | «Anomaly (Calling Your Name) (Granny's 7" Edit)»    | Libra Presents Taylor              | 4:02     |  |
| 10.                                                            | «Ready or Not (Ben Grosse Kombat Mix)»              | Manbreak                           | 3:43     |  |
| 11.                                                            | «Back On a Mission»                                 | Cirrus                             | 3:38     |  |
| 12.                                                            | «I Won't Lie Down (Kombat Mix)»                     | Face to Face                       | 3:22     |  |
| 13.                                                            | «Brutality»                                         | Urban Voodoo                       | 4:28     |  |
| 14.                                                            | «Leave U Far Behind (V2 Instrumental Mix)»          | Lunatic Calm                       | 3:09     |  |
| 15.                                                            | «We Have Explosive (Radio Edit)»                    | The Future Sound of London         | 3:26     |  |
| 16.                                                            | «Two Telephone Calls and an Air Raid»               | Shaun Imrei                        | 4:43     |  |
| 17.                                                            | «Death is the Only Way Out»                         | Joseph Bishara                     | 3:04     |  |
| 18.                                                            | «X-Squad (Original Motion Picture Score)»           | George S. Clinton feat. Buckethead | 2:34     |  |
| 19.                                                            | «Theme from Mortal Kombat (Chicken Dust Mix)»       | Kasz & Beal                        | 3:33     |  |
| 72:08                                                          |                                                     |                                    |          |  |

Aunque esto no se menciona, "Megalomaniac" aparece en su edición sencilla (acortada a 4:19 mientras que dura 6:07 en su versión completa), y "Fire" aparece en una versión ligeramente acortada (cortada a 3:14 mientras que sus versiones sencilla y de álbum duran 3:31).

## Créditos y Personal
Créditos tomados de Discogs
- Dirección artística - Robin Glowski
- Coordinadora [Música de películas] - Micki Stern
- Legal [Ejecutivo de autorización de música de álbum] - Jackie Sussman
- Legal [Ejecutivo de autorización de música] - Mark Kaufman
- Dirección [Ejecutivo encargado de la música para New Line] - Toby Emmerich
- Dirección [Ejecutivos de música para New Line Cinema] - Dana Sano, Lori Silfen
- Dirección [Ejecutivo de banda sonora para New Line Cinema] - Jonathan McHugh
- Masterizado por - Kevin Hodge
- Productor [Álbum] - Patricia Joseph, Steve Gottlieb
- Supervisado por [Música de cine] - John Houlihan, Sharon Boyle

## Recepción

### Taquilla
Mortal Kombat Annihilation se estrenó el 21 de noviembre de 1997 y su recaudación en el fin de semana de estreno fue de 16 millones de dólares, suficiente para un debut en el número uno de la taquilla. Recaudó 35 millones de dólares en Estados Unidos y 51,3 millones en todo el mundo.

### Respuesta de la crítica
En Rotten Tomatoes, 4% de las 53 reseñas profesionales fueron positivas, con una calificación media de 2.6/10. El consenso de los críticos del sitio web afirma: "Con sus personajes superficiales, efectos especiales de bajo presupuesto y escenas de lucha sin sentido, Mortal Kombat - Annihilation ofrece un desarrollo de trama mínimo y se las arregla para no alcanzar el bajo nivel establecido por su predecesor". En Metacritic tiene una puntuación media ponderada de 11 sobre 100, basada en 12 críticos, lo que indica un "abrumador desagrado". El público encuestado por CinemaScore le dio a la película una calificación promedio de "C+" en una escala de A+ a F.
Jason Gibner de Allmovie escribió: "Mientras que la primera película fue un placer de mala calidad culpable, esta secuela es un ejercicio en el arte de la basura genuinamente hermosa  Marjorie Baumgarten de Austin Chronicle opinó que no era "nada más que una cadena perpetua de secuencias de lucha elaboradamente coreografiadas que... están unidas entre sí por los elementos de la trama más endebles y ridículos".  Owen Gleiberman de Entertainment Weekly le dio a la película una calificación de "D−", calificándola de "abismal" e "incoherente". R.L. Shaffer de IGN escribió en 2011: "Mortal Kombat: Annihilation es una mala película. No hay forma de evitarlo. Con el paso de los años, sin embargo, se ha convertido en una especie de éxito de culto, que se presenta como una comedia involuntaria, una parodia de las primeras películas de videojuegos y su mentalidad dolorosamente obvia de lucrarse".
En entrevistas separadas de 2012, los co-creadores de Mortal Kombat Ed Boon y John Tobias seleccionaron Annihilation como uno de sus peores momentos personales en la historia de su trabajo en la franquicia.
En una entrevista para el libro de Luke Owen, Lights, Camera, Game Over, el productor Lawrence Kasanoff reveló que la película se estrenó sin terminar: "Te digo que los efectos de esa película no son los efectos finales. Nunca imaginé que alguien tomaría la película y diría, es lo suficientemente buena. No habíamos terminado. Nunca terminamos esa película. Pero el estudio dijo, no nos importa. "Sacrificamos la calidad por el negocio".

## Otros medios

### Novelización
Jerome Preisler escribió una novelización de la película.

### Secuela cancelada
El contrato original de Shou era de tres películas, y la producción de Threshold Entertainment de una segunda secuela estaba inicialmente prevista para comenzar poco después del estreno de Annihilation, pero se archivó debido a la mala recepción de Annihilation y su decepcionante desempeño en taquilla. Los intentos de producir una tercera película quedaron estancados en el infierno del desarrollo, con numerosas reescrituras de guiones y cambios en la trama, el reparto y el equipo. Una encuesta de noviembre de 2001 en el sitio web oficial de Mortal Kombat, organizada por Threshold, preguntó a los fanáticos qué personajes creían que morirían en una tercera película.
La destrucción de Nueva Orleans en 2005 por el huracán Katrina afectó en gran medida a uno de los lugares de rodaje planificados. En junio de 2009, una demanda judicial por bancarrota hizo que el productor Kasanoff demandara a Midway Games mientras mencionaba que una tercera película estaba en proceso. Warner Bros. (que se convirtió en la empresa matriz de New Line Cinema en 2008, después de más de una década de que ambas operaran como divisiones separadas de Time Warner) terminó comprando la mayoría de los activos de Midway, incluido Mortal Kombat. Warner Bros. lanzó el reinicio de la película Mortal Kombat en 2021.

### Medios domésticos
La película se lanzó en formato DVD y Blu-ray el 7 de abril de 1998 y el 19 de abril de 2011, respectivamente.